# Česká Miss 2011
Česká Miss 2011 byl 7. ročník české soutěže krásy Česká Miss. Slavnostní finále se konalo 19. března 2011 v Hudebním divadle v Karlíně. Přímý přenos vysílala poprvé TV Prima a nahradila tak TV Nova. Během večera byl vyhlášen i výsledek Ankety o nejoblíbenější Miss historie, kterou se stala Monika Žídková, Miss České republiky 1995 a Miss Europe 1995.

## Finalistky soutěže
Finále soutěže se zúčastnilo celkem 14 dívek:

### Aneta Grabcová (soutěžní číslo 1)
Narodila se 9. června 1992 na Slovensku. Pochází z Hodonína, kde také studuje na gymnáziu. Ovládá anglická a francouzský jazyk. Stala se držitelkou titulu Česká Miss Internet 2011.

### Adéla Svobodová (soutěžní číslo 2)
Narodila se 7. června 1991 v Praze. Pochází z Jesenice. Studuje střední školu cestovního ruchu.

### Blanka Štramberská (soutěžní číslo 3)
Narodila se 20. února 1990 v Ostravě. Pochází z Ostravy. Studuje na Ostravské univerzitě na Filozofické fakultě dvouobor Anglický a francouzský jazyk. Ovládá anglická a francouzská jazyk.

### Šárka Cojocarová (soutěžní číslo 4)
Narodila se 16. ledna 1989 v Bruntále. Pochází ze Svobodných Heřmanicích. Studuje na Ostravské univerzitě na Filozofické fakultě dvouobor Anglický a francouzský jazyk. Ovládá anglická a francouzská jazyk. Stala se Česká Miss Earth 2011.

### Tereza Dobrová (soutěžní číslo 5)
Narodila se 8. července 1990 v Praze. Pochází z Prahy. Vystudovala Střední zdravotní školu v Praze. Stala se držitelkou titulu Česká Miss čtenářů Blesku.

### Dominika Opplová (soutěžní číslo 6)
Narodila se 12. února 1990 v Mělníce. Pochází z Mělníka. Studuje na Masarykově univerzitě v Brně, na Pedagogické fakultě obor Pedagogické asistenství výtvarné výchovy a speciálni pedagogiky pro ZŠ.

### Barbora Zelená (soutěžní číslo 7)
Narodila se 2. května 1990 v Chrudimi. Pochází z Chrudimi. Studuje na 3. Lékařské fakultě UK obor dentální hygiena. Ovládá ruský jazyk.

### Lucie Klukavá(soutěžní číslo 8)
Narodila se 12. srpna 1992 v Ostravě-Vítkovicích. Stala se držitelkou titulu Česká Miss posluchačů Frekvence 1.

### Kristýna Ječmenová (soutěžní číslo 9)
Narodila se 6. listopadu 1990 v Ostravě. Pochází z Brna. Studuje na Masarykově univerzitě v Brně.

### Jitka Nováčková (soutěžní číslo 10)
Narodila se 28. dubna 1992 v Českých Budějovicích. Pochází z Českých Budějovic. Studuje gymnázium Jírovcova v Českých Budějovicích. Stala se Česká Miss 2011.

### Sabina Drljevičová (soutěžní číslo 11)
Narodila se 3. května 1990 v Karlových Varech. Pochází z Karlových Varů.

### Tereza Zunová (soutěžní číslo 12)
Narodila se 14. srpna 1992 v Praze. Studuje Střední odbornou školu pedagogickou v Praze 6.

### Denisa Domanská (soutěžní číslo 13)
Narodila se 24. března 1992 v Kyjově. Pochází z Koryčan. Studuje Klvaňovo gymnázium v Kyjově. Stala se Česká Miss World 2011.

### Andrea Kabická (soutěžní číslo 14)
Narodila se 9. září 1989 v Praze. Pochází z Prahy. Studuje na Karlově univerzitě v Praze na Fakultě humanitních věd.

## Konečné pořadí
| Česká Miss 2011 – Jitka Nováčková        |
| Česká Miss World 2011 – Denisa Domanská  |
| Česká Miss Earth 2011 – Šárka Cojocarová |

### Vedlejší tituly
- Česká Miss Internet Aneta Grabcová
- Česká Miss posluchačů Frekvence 1 Lucie Klukavá
- Česká Miss čtenářů Blesku Tereza Dobrová

## Umístění v mezinárodních soutěžích
- Česká Miss Jitka Nováčková se na Miss Universe 2011 neumístila.
- Česká Miss World Denisa Domanská se na Miss World 2011 celkově neumístila, ale umístila se v kategorii Miss Talent v TOP 20.
- Česká Miss Earth Šárka Cojocarová se na Miss Earth 2011 neumístila, ale získala titul Best in Swimsuit (Nejkrásnější tělo v plavkách).
- Česká Miss Internet Aneta Grabcová se na Miss Supranational 2011 umístila v TOP 20.
- Česká Miss Earth Šárka Cojocarová se na Miss Exclusive of the World 2012 stala II. vicemiss.

## Zajímavosti
- Česká Miss Earth Šárka Cojocarová se v tehdy konkurenční české soutěži krásy Miss České republiky pro rok 2007 probojovala do finále.
- Kdyby se uděloval titul Česká Miss World na základě hlasování televizních diváků, místo současnému systému, kdy Českou Miss World zvolí odborná porota, tak by se na 2. místě umístila Aneta Grabcová.